# Gonzalo Gerardo Higuaín
Gonzalo Gerardo Higuaín, de renom el Pipita (nascut el 10 de desembre del 1987 a Brest, França) és un exfutbolista professional que posseeix la doble nacionalitat franco-argentina. Va debutar a la primera divisió argentina el 30 de maig del 2005 amb el River Plate. Va acabar la seva carrera a l'Inter Miami de la Major League Soccer.

## Carrera esportiva
Gonzalo Higuaín és el tercer fill del famós defensa Jorge Nicolás Higuaín "el Pipa", i germà del jugador Federico Higuaín.
Higuaín va debutar a la primera divisió argentina el 29 de maig del 2005, partit que acabà amb la derrota del seu equip, el River Plate, enfront del Club de Gimnasia y Esgrima de La Plata per 2-1, al Clausura 2005.
Va començar a destacar internacionalment el 8 d'octubre del 2006, quan va marcar 2 gols a Boca Juniors (un amb el taló i l'altre eludint el porter rival) en el superclàssic del futbol argentí en què River va vèncer per 3 a 1, essent ell la figura del partit conjuntament amb el seu company Fernando Belluschi. Després de finalitzar l'Apertura 2006, va ser transferit al Reial Madrid, amb un contracte de 6 anys de durada per 13 milions d'euros. Debutà com a golejador a la temporada 2006/07, en el partit de la segona volta de la lliga que els enfrontava amb l'Atlètic de Madrid, marcant el gol de l'empat (1-1) a l'Estadi Vicente Calderón (en qualitat de visitant). Higuaín es va estrenar a l'Estadi Santiago Bernabéu davant el RCD Espanyol en l'últim instant d'un partit que anava 3-3. El gol els mantenia vius en la lluita per la Lliga atorgant-los un punt que fet i fet seria crucial per a la consecució del títol. Ha guanyat la lliga 2006-07 amb el Reial Madrid encara que va ser molt qüestionat, ja que venia amb el cartell de golejador i tan sols n'anotà dos.
A la temporada següent, malgrat competir amb altres davanters com Ruud van Nistelrooy, Raúl González i Robinho va aconseguir marcar nou gols. Durant la temporada 2008-09 va assolir la titularitat a l'equip madrileny, amb la marxa de Robinho al Manchester City FC i una lesió de gravetat de van Nistelrooy. Va esdevenir el màxim golejador de l'equip a la lliga, amb 22 gols. Aconseguí mantenir la titularitat malgrat l'arribada a l'equip de jugadors com Cristiano Ronaldo, Karim Benzema o Kaká. A la lliga tornà a ser el màxim golejador amb 27 gols la temporada 2009-10. A la fi de 2010 li van diagnosticar una hèrnia discal, de la qual va ser operat a Chicago i li mantindria de baixa fins al maig de 2011. A l'inici de la temporada 2011-12 va jugar com a suplent de Karim Benzema. El dos d'octubre, estant Benzema lesionat, va marcar un hat-trick contra l'Espanyol a Cornellà - el Prat, hattrick que va repetir dies després amb la selecció argentina i al següent partit amb el club madrileny, el 15 d'octubre a un Reial Madrid 4 - Reial Betis 1.
El 24 de juliol de 2013 el Reial Madrid CF va fer oficial el seu traspàs al SSC Napoli a canvi de 37 milions d'euros. El d'Higuaín fou el tercer fitxatge procedent del Reial Madrid fet pel Nàpols en aquesta temporada, després dels de José Callejón i Raúl Albiol,
 uns fitxatges avalats pel nou entrenador de l'equip italià, Rafa Benítez.

### Selecció argentina
Gonzalo va ser convocat per a la selecció de futbol de l'Argentina juvenil sub 18, però com França (el seu país de naixença) no permet la doble ciutadania, va decidir no obtenir l'argentina per a no perdre la francesa. Això li impediria, a més de jugar per a la selecció del seu país, tenir passaport comunitari, alguna cosa molt important avui dia a l'hora de ser transferit a Europa. Per tant, va decidir renunciar a aquesta convocatòria. Així i tot, el jugador va manifestar la seva intenció de vestir la celeste i blanca, i que si arribés el dia seria una difícil decisió a prendre amb la família. Al novembre de 2006 va ser convocat per Raymond Domenech per a jugar amb la selecció francesa en un amistós enfront de Grècia, però va tornar a negar-se també al seu país d'origen i va decidir no jugar en cap de les dues seleccions fins que fos venut al vell continent.
El gener de 2007, després d'una àrdua investigació, el jugador va trobar el punt legal que li permetia fer-se la nacionalitat argentina sense perdre el passaport comunitari, gràcies al fet que la llei de cap dels dos països qüestiona l'altra ciutadania mentre que el sol·licitant no hagi optat per la nacionalitat argentina des de la data d'expedició del certificat de nacionalitat francès fins a la majoria d'edat. Aquesta troballa pot permetre-li en un futur jugar per a la selecció que prefereixi sense perdre el seu passaport comunitari europeu.
El juny de 2014 fou un dels 23 seleccionats per Alejandro Sabella per representar l'Argentina a la Copa del Món de Futbol de 2014 al Brasil.

## Palmarès

### Reial Madrid
- 3 Lligues de Primera divisió: 2006-07, 2007-08 i 2011-12.
- 1 Copa del Rei de futbol: 2010-11.
- 2 Supercopes d'Espanya: 2008 i 2012.

### Napoli
- 1 Copa italiana: 2013-14.
- 1 Supercopa italiana: 2014.

### Juventus
- 3 Serie A: 2016-17, 2017-18 i 2019-20.
- 2 Copes italianes: 2016-17 i 2017-18.

### Chelsea
- 1 Lliga Europa de la UEFA: 2018-19.